# Niccolò Landi
Niccolò Landi (fl. XVI-XVII secolo) è stato un artigiano italiano di fine XVI secolo - inizi XVII secolo.
Vetraio toscano che i documenti indicano al servizio dei Medici dal 1591 al 1620 circa come soffiatore "a lume di lucerna". Nel 1618 era direttore della fornacetta di Boboli. Noto per aver concepito l'arte vetraia secondo una prospettiva scientifica. La sua attività di sperimentazione era rivolta alla ricerca di tecniche utili a migliorare gli effetti estetici del vetro e soprattutto a trovare soluzioni tecniche capaci di imitare quanto offerto dalla natura, creando originali soluzioni di alternanza tra artificialia e naturalia, e allo stesso tempo congiunzioni tra arte e natura. Tra la fine del Cinquecento e gli inizi del Seicento Firenze accolse numerosi orefici e intagliatori di pietre dure di origine fiamminga, abili in tecniche quasi assenti nella tradizione artigianale fiorentina. Niccolò Landi rappresentò l'eccezione, una delle poche presenze fiorentine ad esercitare questo tipo di lavorazione denominata a "lume di lucerna". La utilizzò presso la fornace di San Marco e nell'officina granducale di Pisa, dove realizzò oggetti di complessa esecuzione, anche di piccole dimensioni. Attraverso i documenti ritrovati sappiamo che tra il settembre e l'ottobre del 1591, nella vetreria posta nella villa di Pratolino, aveva realizzato su richiesta del granduca Ferdinando I vari modelli di insetti: ragni, farfalle, cavallette, scorpioni, formiche e mosche. Tutti esempi di raffinatezza e virtuosismo esecutivo, destinati alla realizzazione di gioielli, e soprattutto furono chiari esempi dell'interesse naturalistico dei Medici.